# 1936 (szám)
Az 1936 (római számmal: MCMXXXVI) az 1935 és 1937 között található természetes szám.

## A matematikában
A tízes számrendszerbeli 1936-os a kettes számrendszerben 11110010000, a nyolcas számrendszerben 3620, a tizenhatos számrendszerben 790 alakban írható fel.
Az 1936 páros szám, összetett szám. Kanonikus alakja 24 · 112, normálalakban az 1,936 · 103 szorzattal írható fel. Tizenöt osztója van a természetes számok halmazán, ezek növekvő sorrendben: 1, 2, 4, 8, 11, 16, 22, 44, 88, 121, 176, 242, 484, 968 és 1936.
Négyzetszám (44²). Tizennyolcszögszám.
Az 1936 három szám valódiosztóösszeg-függvényeként áll elő, ezek a 2032, 2572 és 3866.